# Gotthard Victor Lechler
Gotthard Victor Lechler (Kloster Reichenbach, ma Baiersbronn, Württemberg, 1811. április 18. – Lipcse, 1888. december 26.) német lutheránus teológus.

## Élete
Tanult Tübingenben 1829-től 1834-ig. Lelkészkedett hazájában, míg 1858-ban lipcsei lelkész és szuperintendens, majd ugyancsak ezen évtől kezdve ugyanott az egyetemen az egyháztörténelem tanára és 1880-ban titkos egyházi tanácsos lett. 1883-ban nyugalomba vonult. Nagyszámú irodalmi művet írt. Lange Bibelwerk című vállalatában ő kommentálta az Apostolok cselekedeteiről szóló könyvet. Kiadta Wycliffe-nek Tractatus de officio pastorali, Trialogus és Supplementum Trialogi etc. című munkáit és Dibeliusszal egy Beiträge zur sächsischen Kirchengeschichte című egyháztörténelmi vállalatot, melyből Lipcsében 1882-től 1885-ig három kötet jelent meg.

## Fontosabb művei
- Geschichte des englischen Deismus (Stuttgart, 1841)
- Das apostolische und das nachapostolische Zeitalter etc. (Haarlem, 1851, harmadik teljesen átdolgozott kiadás 1885. Angolra is lefordították)
- Geschichte der Presbyterial- und Synodalverfassung seit der Reformation (Leiden, 1854)
- Der Kirchenstaat und die Opposition gegen den päpstlichen Absolutismus im Anfange des 14. Jahrhunderts (1870)
- Johann von Wiclif und die Vorgeschichte der Reformation (1873, két kötet, angolra is lefordították)
- Joh. Hus (Halle, 1890)